# 奧萊·查科夫
奧萊·查科夫（Oleh Tsarkov，1988年3月22日—），是一名烏克蘭射擊運動員，曾獲得2014年歐洲射擊錦標賽男子10米氣步槍冠軍。他也參加了2016年夏季奧林匹克運動會。

## 外部連結
- ISSF （页面存档备份，存于）